# Capriccio (Wolfgang Sawallisch, 1958)
Capriccio (Wolfgang Sawallisch, 1958) - kompletne nagranie Capriccio Richarda Straussa zarejestrowane podczas sesji nagraniowych w dniach 2-7, 9-11 września 1957 oraz 28 marca 1958 w Kingsway Hall w Londynie, wydane w całości w 1959 roku nakładem wydawnictw Columbia oraz Angel Records.

## Wybrane wydania
| Rok  | Kraj            | Wydawnictwo   | Numer katalogowy | Uwagi                                                          |
| ---- | --------------- | ------------- | ---------------- | -------------------------------------------------------------- |
| 1959 | Wielka Brytania | Columbia      | 33CX1600-2       | monofoniczne wydanie na 3 płytach winylowych                   |
| 1959 | Niemcy          | Columbia      | C 90 997         | monofoniczne wydanie na 3 płytach winylowych                   |
| 1988 | USA             | Angel Records | 3580 C/L         | monofoniczne wydanie na 3 płytach winylowych                   |
| 1987 | USA             | EMI           | CDCB 49014       | monofoniczne, zremasterowane wydanie na 2 płytach kompaktowych |
| 1987 | Wielka Brytania | EMI           | CDS 7 49014 8    | monofoniczne, zremasterowane wydanie na 2 płytach kompaktowych |